# Castelluccio Superiore
Castelluccio Superiore är en ort och kommun i provinsen Potenza i regionen Basilicata i Italien. Kommunen hade 796 invånare (2017).